# Lappmyrtjärnen, Norrbotten
Lappmyrtjärnen är en sjö i Älvsbyns kommun i Norrbotten och ingår i Piteälvens huvudavrinningsområde. Sjön har en area på 0,0654 kvadratkilometer och ligger 188,6 meter över havet.

## Delavrinningsområde
Lappmyrtjärnen ingår i det delavrinningsområde (729641-170942) som SMHI kallar för Ovan 729736-171627. Medelhöjden är 222 meter över havet och ytan är 24,98 kvadratkilometer. Räknas de 11 avrinningsområdena uppströms in blir den ackumulerade arean 113,75 kvadratkilometer. Vistbäcken (Laverbäcken) som avvattnar avrinningsområdet har biflödesordning 3, vilket innebär att vattnet flödar genom totalt 3 vattendrag innan det når havet efter 93 kilometer. Avrinningsområdet består mestadels av skog (89 procent). Avrinningsområdet har 0,38 kvadratkilometer vattenytor vilket ger det en sjöprocent på 1,5 procent.